# Powiat elbląski

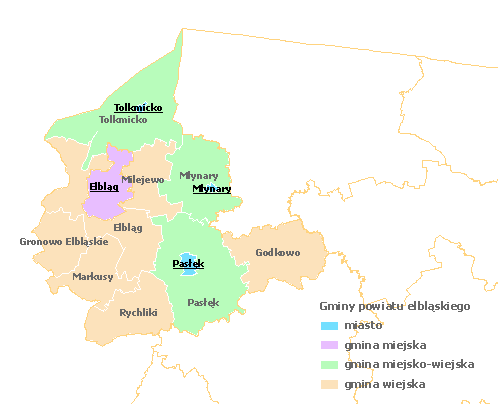
Gminy powiatu elbląskiego

Powiat elbląski – powiat w Polsce (województwo warmińsko-mazurskie), utworzony w 1999 roku w ramach reformy administracyjnej. Jego siedzibą jest miasto Elbląg.
W skład powiatu wchodzą:
- gminy miejsko-wiejskie: Młynary, Pasłęk, Tolkmicko
- gminy wiejskie: Elbląg, Godkowo, Gronowo Elbląskie, Markusy, Milejewo, Rychliki
- miasta: Młynary, Pasłęk, Tolkmicko

Według danych z 31 grudnia 2019 roku powiat zamieszkiwało 57 211 osób. Natomiast według danych z 30 czerwca 2020 roku powiat zamieszkiwało 57 056 osób.

## Demografia

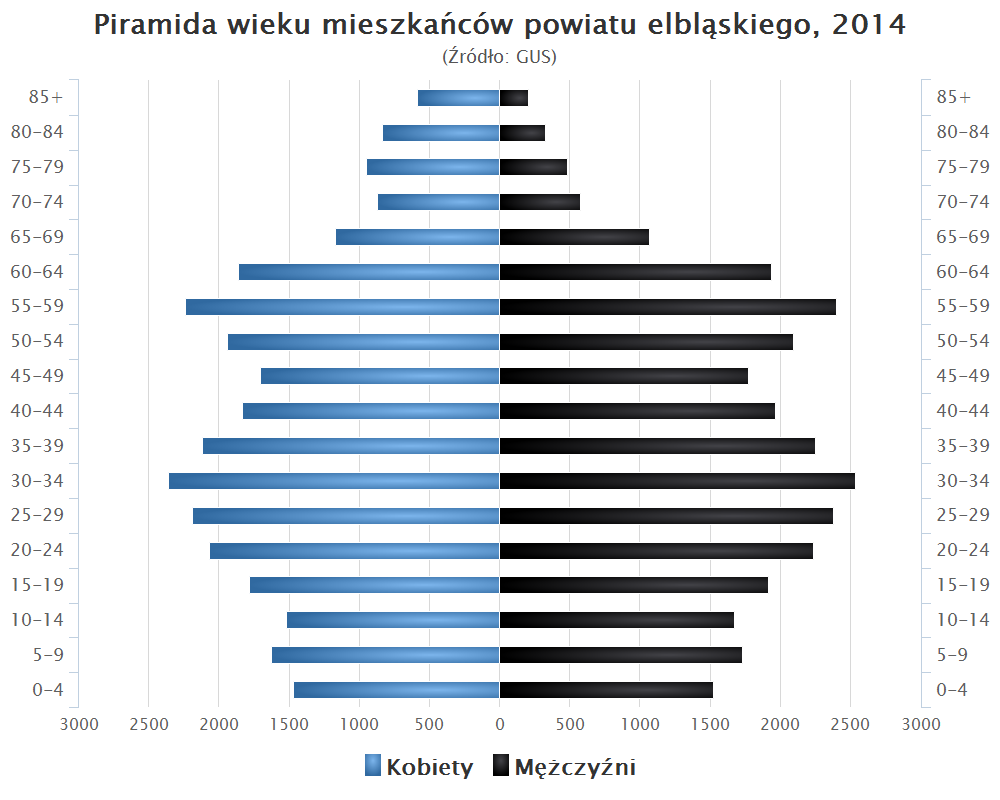
Piramida wieku mieszkańców powiatu elbląskiego w 2014 roku

Liczba ludności (dane z 30 czerwca 2005):
|        | Ogółem | Ogółem | Kobiety | Kobiety | Mężczyźni | Mężczyźni |
| osób   | %      | osób   | %       | osób    | %         |           |
| ------ | ------ | ------ | ------- | ------- | --------- | --------- |
| Ogółem | 56 434 | 100    | 28 415  | 50,35   | 28 019    | 49,65     |
| Miasto | 16 808 | 29,78  | 8717    | 15,45   | 8091      | 14,34     |
| Wieś   | 39 626 | 70,22  | 19 698  | 34,90   | 19 928    | 35,31     |

▶Wieś vs ▶miasto
Ogółem (▶k, ▶m)
Miasto (▶k, ▶m)
Wieś (▶k, ▶m)

### Ludność w latach
- 1939 - 40 519
- 1945 - 6 786
- 1946 - 9 021
- 1947 - 9 357
- 1948 - 13 192
- 1949 - 20 181
- 1950 - 21 016
- 1970 - 27 100
- 1971 - 27 200
- 1972 - 27 200

1975-1998 nie istniał
- 1999 - 57 719
- 2000 - 57 705
- 2001 - 57 736
- 2002 - 56 470
- 2003 - 56 498
- 2004 - 56 458
- 2005 - 56 491
- 2006 - 56 466

## Największe miejscowości powiatu[5]
| Miejscowość                       | Status   | Gmina             | Liczba ludności |
| --------------------------------- | -------- | ----------------- | --------------- |
| Pasłęk                            | miasto   | Pasłęk            | 12396           |
| Tolkmicko                         | miasto   | Tolkmicko         | 2819            |
| Młynary                           | miasto   | Młynary           | 1870            |
| Gronowo Elbląskie                 | sołectwo | Gronowo Elbląskie | 1610            |
| Gronowo Górne                     | sołectwo | Elbląg            | 1323            |
| Jegłownik                         | sołectwo | Gronowo Elbląskie | 1231            |
| Suchacz                           | sołectwo | Tolkmicko         | 862             |
| Rychliki                          | sołectwo | Rychliki          | 702             |
| Milejewo                          | sołectwo | Milejewo          | 658             |
| Jelonki                           | sołectwo | Rychliki          | 630             |
| Kadyny                            | sołectwo | Tolkmicko         | 629             |
| Pogrodzie                         | sołectwo | Tolkmicko         | 614             |
| Zielonka Pasłęcka                 | sołectwo | Pasłęk            | 596             |
| Łęcze                             | sołectwo | Tolkmicko         | 566             |
| Kamiennik Wielki                  | sołectwo | Milejewo          | 558             |
| Markusy                           | sołectwo | Markusy           | 548             |
| Kamionek Wielki (powiat elbląski) | sołectwo | Tolkmicko         | 503             |
| Nowakowo                          | sołectwo | Elbląg            | 500             |

## Sąsiednie powiaty
- powiat braniewski
- powiat lidzbarski
- powiat ostródzki
- powiat sztumski (pomorskie)
- powiat malborski (pomorskie)
- powiat nowodworski (pomorskie)